# Hartsville, Tennessee
Hartsville är administrativ huvudort i Trousdale County i Tennessee. Orten har fått sitt namn efter bosättaren James Hart. Enligt 2010 års folkräkning hade Hartsville 2 395 invånare.